# Awi Gabbaj
Awi Gabbaj, Awraham Gabbaj (hebr.: אַבְרָהָם „אָבִי” גַּבַּאי, ang.: Avi Gabbay, Avi Gabai, ur. 1967 w Jerozolimie) – izraelski polityk, w latach 2015–2016 minister ochrony środowiska w rządzie Binjamina Netanjahu jako przedstawiciel My Wszyscy, od 2017 przewodniczący Partii Pracy, od 2019 poseł do Knesetu.

## Życiorys
Urodził się w 1967 w Jerozolimie.
Jako polityk ugrupowania My Wszyscy (Kullanu), został 14 maja 2015 ministrem ochrony środowiska w IV rządzie Netanjahu. Nie zasiadał wówczas w Knesecie. Pozostał na stanowisku do 31 maja 2016 kiedy odszedł w proteście wobec polityki szefa partii Moszego Kachlona, który zastąpił go na stanowisku ministerialnym. W grudniu tego samego roku opuścił Kullanu i przeszedł do Partii Pracy. W lipcu 2017 pokonał partyjnego weterana Amira Pereca w walce o stanowisko przewodniczącego partii. Stał na czele laburzytsów w wyborach parlamentarnych w kwietniu 2019 roku, w których osiągnęli najgorszy wynik w historii zdobywając 190 870 głosów (4,43%) co przełożyło się na zaledwie sześć mandatów dla ugrupowania. Jeden z nich objął Gabbaj wchodząc po raz pierwszy do parlamentu.
Ogłosił rezygnację ze stanowiska przewodniczącego. W wyborach na nowego lidera laburzystów wystartowało troje polityków Setaw Szafir, Amir Perec i Icik Szmuli. 2 lipca ogłoszono, że nowym przewodniczącym został Perec, który uzyskał 47% głosów, druga była Szafir (26,9%), zaś trzeci Szmuli (26,3%).